# Джо Аберкромбі
Джо Аберкромбі (англ. Joe Abercrombie; нар. 31 грудня 1974, Ланкастер) — англійський письменник-фантаст та кіномонтажник. Автор трилогії «Перший закон» та багатьох інших творів, події яких відбуваються у тому ж фентезійному світі. Також написав підліткову книжкову серію у жанрі фентезі «Потрощене море». Першу книгу серії — «Пів короля» — 2015 року нагороджено премією «Локус» за найкращий підлітковий роман.

## Біографія
Джо Аберкромбі народився 31 грудня 1974 року в Ланкастері, графство Ланкашир, Велика Британія. Здобув освіту в Ланкастерській королівській гімназії та вивчав психологію в Манчестерському університеті. Після закінчення університету працював на телебаченні, де до його обов'язків входило заварювання чаю. Звільнившись з попередньої роботи, розпочав кар'єру позаштатного кіномонтажника. Збільшення вільного часу призвело до того, що Амберкомбі вирішив знову повернутися до сюжету розповіді, яку він вигадав в студентські роки, мріючи «самотужки переглянути та ввести зміни у жанр фентезі». 2002 року почав писати свій перший роман у стилі темного фентезі — «На лезі клинка», який закінчив у 2004 році. Після двох років відмов, 2006 року роман зрештою опубліковано у видавництві «Віктор Голланц Лтд». Опісля Аберкромбі написав ще дві заключні частини трилогії «Перший закон»: «Перш ніж їх повісять» (англ. Before They Are Hanged) та «Останній доказ королів» (англ. Last Argument of Kings). Окрім того, відвідувачі популярного тематично ресурсу SFF World двічі визнавали його романи «книгами року».
2008 року Аберкромбі став фіналістом   премії Джона В. Кембелла найкращому новому письменнику. Разом з такими письменниками як Майкл Муркок, Террі Пратчетт та Чайна М'євіль, Джо взяв участь у телевізійному проекті BBC під назвою « Світ фентезі». Опісля письменник видав три самостійні романи: «Найкраще подавати холодним», «Герої» та «Багряна країна», події яких відбуваються у тому ж фентезійному світі, що й книги трилогії «Перший закон». Окрім того, 2011 року Аберкромбі підписав контракт з видавництвом «Голланц» на написання ще чотирьох книг з подіями у світі «Першого закону»,
У 2013 році видавництво фентезі та дитячої літератури HarperCollins придбало права на три книги Джо Аберкромбі, орієнтовані на молодших читачів. Три окремі, але взаємопов'язані романи були випущені як трилогія «Розбите море» під впливом вікінгів .
У 2014—2015 роках імпринти видавництва «ГарперКоллінс», які спеціалізуються на фентезі та дитячій літературі, опублікували підліткову книжкову серію «Потрощене море», що складається з трьох книг: «Пів короля», «Пів світу» та «Пів війни».
Нині письменник працює над ще однією трилогією у світі трилогії «Перший закон», події якої відбуватимуться через п'ятнадцять років після подій третього самостійного роману («Багряна країна») та слугуватиме продовженням до оригінальної трилогії.
Він також брав участь в роботі над анімаційною антологією "Любов, смерть і роботи", а також над бойовиком "Бордерлендз", який уже назвали найгіршою кіноадаптацією комп'ютерної гри в історії.
У квітні 2022 року видавництво Tor оголосило, що придбало на аукціоні нову трилогію Аберкромбі . Перша книга нової серії, «Дияволи», має вийти у травні 2025 року .

## Особисте життя
Мешкає у місті Бат, графство Сомерсет. Одружений, має трьох дітей.

## Переклади українською
- Джо Аберкромбі. На лезі клинка (Перший закон. Книга 1). Переклад з англійської: М. Бакалов. Харків: КСД. 2018. 672 стор. ISBN 978-617-12-5130-4
- Джо Аберкромбі. Раніше ніж їх повісять (Перший закон. Книга 2). Переклад з англійської: М. Пухлій.  Харків: КСД. 2019. 608 стор. ISBN 978-617-12-6879-1
- Джо Аберкромбі. Останній аргумент королів (Перший закон. Книга 3).  Переклад з англійської: М. Пухлій.  Харків: КСД. 2022. 704 стор. ISBN 978-617-12-9602-2
- Джо Аберкромбі. Пів короля (Потрощене море. Книга 1). Переклад з англійської: О. Лесько. Київ: Nebo Booklab Publishing. 2021. 296 стор. ISBN: 978-617-7914-19-7
- Джо Аберкромбі. Пів світу (Потрощене море. Книга 2). Переклад з англійської: О. Лесько. Київ: Nebo Booklab Publishing. 2023. 384 стор. ISBN: 978-617-7914-69-2
- Джо Аберкромбі. Найкраще подавати холодною. Переклад з англійської: Берлінець Софія, Кожедуб Дмитро.  Харків: КСД. 2024. 784 стор. ISBN: 978-617-15-0616-9
- Джо Аберкромбі. Герої. Переклад з англійської: Анна Нікіфорова-Вакалюк.  Харків: КСД. 2024. 752 стор. ISBN: 978-617-15-0787-6
- Джо Аберкромбі. Багряна країна. Переклад з англійської: Кожедуб Дмитро.  Харків: КСД. 2024. 576 стор. ISBN:978-617-15-0879-8
- Джо Аберкромбі. Пів війни (Потрощене море. Книга 3). Переклад з англійської: О. Лесько. Київ: Nebo Booklab Publishing. 2024. 384 стор. ISBN: 978-617-8383-55-8
- Джо Аберкромбі. Трохи ненависті. Епоха божевілля. Книга 1 (серія Перший закон). Переклад з англійської: Оксенич Олена. Харків: КСД. 2025. 656 стор. ISBN: 978-617-15-1346-4
- Джо Аберкромбі. Проблема з миром. Епоха божевілля. Книга 2 (серія Перший закон). Переклад з англійської: Кожедуб Дмитро. Харків: КСД. 2025. 704 стор. ISBN: 978-617-15-1378-5
- Джо Аберкромбі. Мудрість юрби. Епоха божевілля. Книга 2 (серія Перший закон). Переклад з англійської: Кожедуб Дмитро. Харків: КСД. 2025. 720 стор. ISBN: 978-617-15-1427-0